# Справа єменських дітей
Справа єменських дітей (івр. פרשת ילדי תימן) — історія зникнення, за різними оцінками, від 200 до 5 тис. немовлят і малюків єменських репатріантів до Ізраїлю в період з 1948 по 1954 роки. Починаючи з 1960-х років було проведено 3 розслідування, які встановили, що більшість дітей померло й було поховано без відома батьків, частково через недбалість та експериментальні методики лікування. Частина батьків вірить в те, що їхні діти були незаконно усиновлені заможними євреями з Європи і США, що залишились бездітними в результаті Голокосту, які відвідували тимчасові транзитні табори репатріантів, бо відомі випадки встановлення біологічного батьківства єменських євреїв для окремих громадян Ізраїлю, усиновлених ашкеназами-репатріантами. Щоб покласти край пліткам й недовірі до уряду, що час від часу виникали в ізраїльському суспільстві щодо цієї справи 2016 року прем'єр-міністр Беньямін Нетаньягу доручив розсекретити матеріали справ. Кількість зниклих дітей за різними даними становить від кількох сотень до кількох тисяч. Наступного, 2017 року на уряд Ізраїлю був поданий позов про стягнення грошей за зникнення 1050 дітей. 
Більшість викрадених дітей[джерело не вказане 2042 дні][відсутнє в джерелі] незаконно використовувалася для медичних експериментів, після яких вони вмирали.

## Обставини справи
Новонароджених дітей викрадав медперсонал пологових будинків прямо в пологових будинках, повідомляючи їх матерям про те, що їхні діти померли. Старших дітей викрадав медперсонал лікарень, куди їх поміщали на лікування від відносно легких захворювань. Тіла дітей батькам при цьому не видавали, повідомляючи, що їх трупи дітей поховані за державний рахунок. Батькам або не показували могили їхніх дітей, або показували могили, тіла яких, за даними аналізів ДНК, не були трупами їх дітей. Також батькам не видавали свідоцтва про смерть дітей. Дітей викрадали в основному у репатріантів з Ємену, перевезених в Ізраїль в рамках операції Орлині крила, а також у репатріантів з Балкан і Сходу (з Сирії, Алжиру, Марокко, Югославії), а також було кілька викрадень дітей з ашкеназских сімей.
У деяких випадках породіллям з Ємену відразу після пологів медперсонал пропонував передати новонародженого на усиновлення, під тим приводом, що у них «і так багато дітей», а після відмови все розвивалося за описаним сценарієм.

## Розсекречення даних про викрадення дітей
У 2016 році прем'єр-міністр Ізраїлю Беньямін Нетаньягу ухвалив рішення про розсекречення частини документів на цю тему і опублікував їх в інтернеті. У цих документах ішлося про те, що викрадені діти єменських репатріантів використовувалися в тому числі для медичних дослідів, від яких частина дітей і померла. Зокрема, для дослідження питання про те, чому єменські євреї не страждали серцевими захворюваннями, у викрадених дітей вирізали серця[джерело?][відсутнє в джерелі] і відправляли їх на дослідження. Також у них стверджувалося, що 4 страждали від недоїдання дитини померли після експериментальної ін'єкції протеїну, і багато дітей померло в результаті недбалості медперсоналу.
У вересні 2017 в Тель-Авіві пройшла демонстрація, в якій взяло участь кілька сотень людей, незадоволених неповнотою розсекречених документів, і вимагали від уряду Ізраїлю визнання державою факту викрадення дітей репатріантів з Ємену.

## Доля викрадених дітей і їх пошук
Перші організації, які займалися пошуком викрадених дітей, з'явилися в Ізраїлі в кінці 1960-х років після того, як батькам викрадених дітей стали приходити повістки в армію на імена викрадених дітей. Перше розслідування показало, що з 342 викрадених дітей 316 померло, а доля решти 26 невідома. Розслідування, що проводилося з 1995 по 2001 рік комісією Коена показало, що з 789 дітей, доля яких виявилася у фокусі розслідування, 733 дитини померло, а 56 були передані на усиновлення. При цьому більша частина звіту комісії Коена була засекречена.
Було кілька відомих випадків, коли люди в Ізраїлі і за кордоном вже у дорослому віці виявляли, що їх усиновили чи удочерили, і знаходили своїх батьків серед репатріантів з Ємену. Пошуком зниклих дітей займаються через генеалогічну організацію MyHeritage.
Репатріанти з Ємену створили організацію «Амрам» для пошуку викрадених дітей, і оголосили 13 тамуза Днем пам'яті зниклих дітей і днем пам'яті Узі Мешулама — єврейського активіста, домагався розсекречення даних про викрадання дітей, померлого 21 червня 2013 року в Канаді, куди він емігрував з Ізраїлю після відбування 6,5 років в ізраїльській в'язниці за незаконні дії, спрямовані на розсекречення даних про викрадання дітей. Активісти Амраму вказують на те, що всі справи про усиновлення з 1948 по 1956 роки засекречені до 2066 року, архіви більшості ізраїльських лікарень згоріли в 1995-96 роках відразу після початку роботи комісії Коена, і що були знищені єврейські архіви у Франції. Також рав Узі Мешулам стверджував, що багаті євреї платили гроші за усиновлення дітей в бюджет Ізраїлю.

### Відео
- Рав М.Финкель: Зачем государство ворует детей? на YouTube